# (15456) 1998 YP3
(15456) 1998 YP3 est un astéroïde de la ceinture principale d'astéroïdes découvert en 1998.

## Description
(15456) 1998 YP3 a été découvert le 18 décembre 1998 à l'observatoire Kleť, en République tchèque, en Bohême-du-Sud, par l'Observatoire Kleť.

### Caractéristiques orbitales
L'orbite de cet astéroïde est caractérisée par un demi-grand axe de 2,46 UA, un périhélie de 2,24 UA, une excentricité de 0,09 et une inclinaison de 5,30° par rapport à l'écliptique. Du fait de ces caractéristiques, à savoir un demi-grand axe compris entre 2 et 3,2 UA et un périhélie supérieur à 1,666 UA, il est classé, selon la JPL Small-Body Database, comme objet de la ceinture principale d'astéroïdes.

### Caractéristiques physiques
(15456) 1998 YP3 a une magnitude absolue (H) de 15,1 et un albédo estimé à 0,504.